# Tramways Unifiés de Liége & Extensions

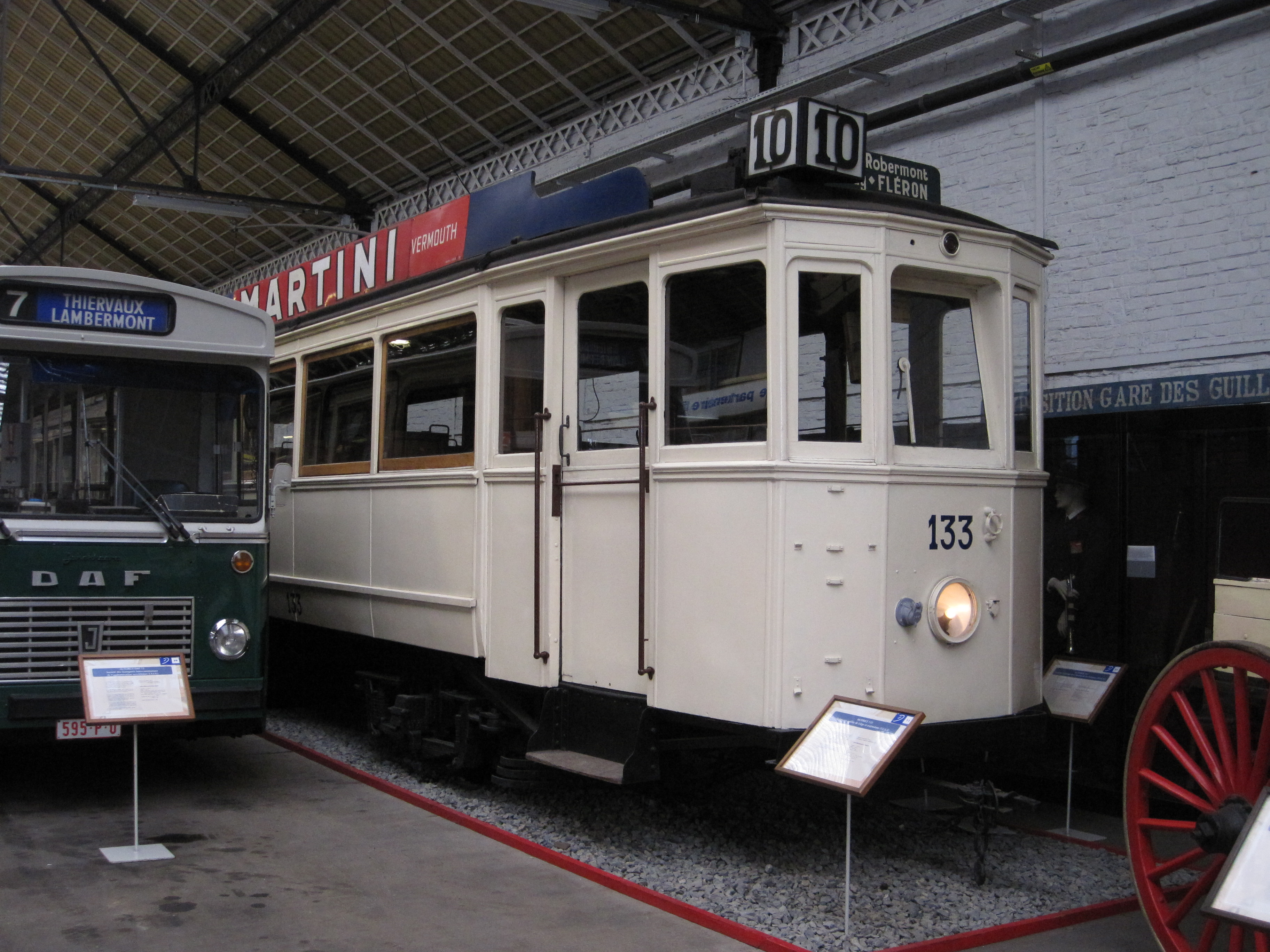
TULE-Triebwagen 133

Die Tramways Unifiés de Liége & Extensions (kurz: TULE) war ein belgisches Verkehrsunternehmen in Lüttich. Es entstand am 5. März 1927 durch Fusion der Tramways Communaux (TC), der Tramways Liégois (TL) und den Tramways Est-Ouest (EO). Die Linien 1 bis 16 der Straßenbahn Lüttich wurden von TULE bedient.

## Geschichte

### Straßenbahn
Die TULE eröffnete drei neue Straßenbahnlinien mit den Nummern 17 bis 19. Um Investitionen in neues Wagenmaterial zu vermeiden, stellte die Gesellschaft später etliche Straßenbahnlinien auf Oberleitungsbus-Betrieb um. Am 31. August 1964 fuhren auf den Linien 1 und 4 die letzten Straßenbahnen.

### Oberleitungsbus

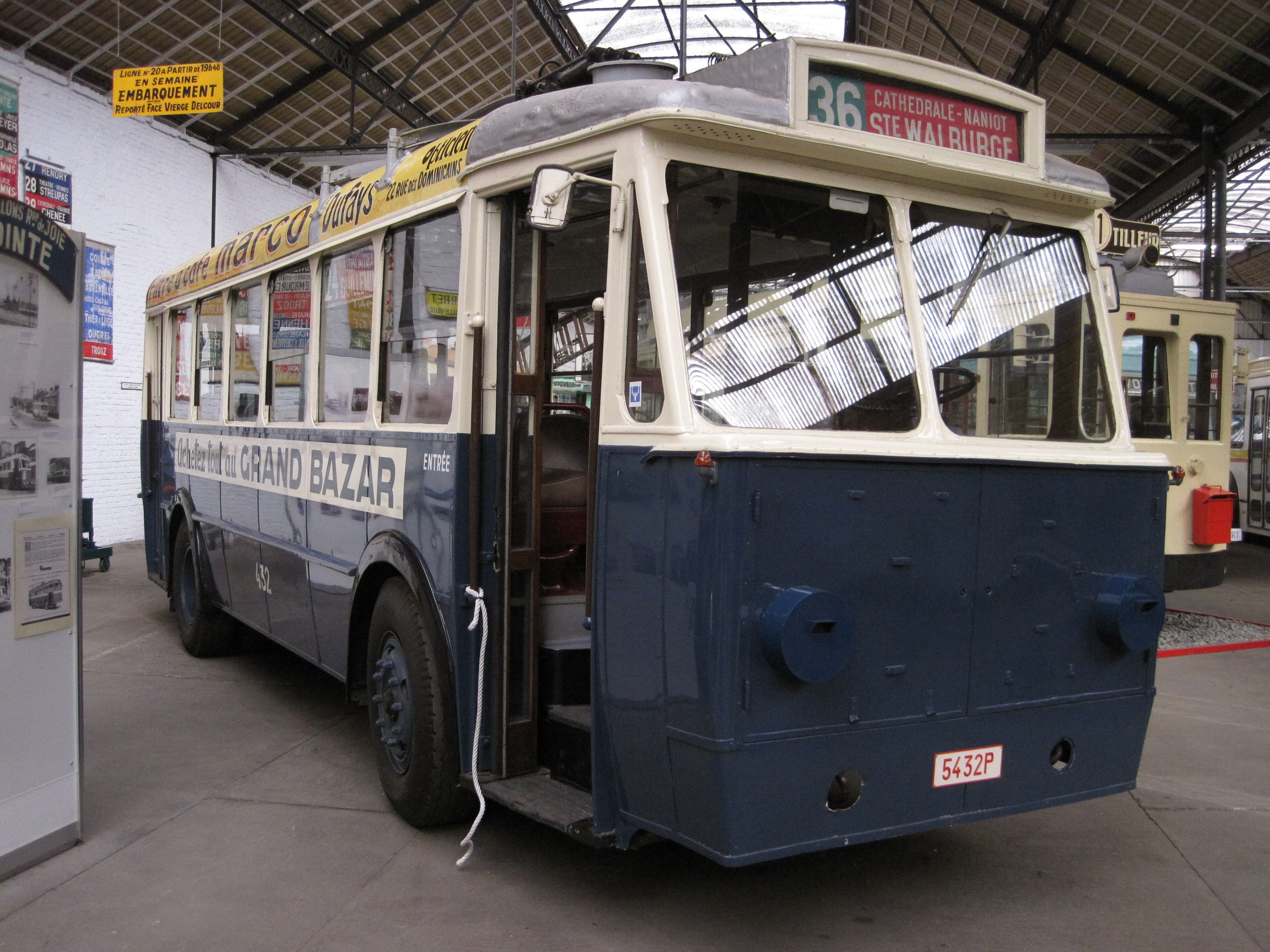
TULE-Oberleitungsbus 432

Als erstes wurde 1930 die Straßenbahnlinie 20 umgestellt. Hersteller der ersten Oberleitungsbusse war Ransome aus England. Gute Erfahrungen führten in den Jahren 1930 bis 1939 zum Bau weiterer Oberleitungsbuslinien (21 bis 26 und 36). In den Jahren 1954 bis 1956 wurden die Straßenbahnlinien 10, 11 und 12 durch Oberleitungsbusse ersetzt. Die Umstellung der Linien 5, 13, 17 und 18 war geplant. Doch eine starke Omnibuslobby erreichte ab 1956 die direkte Ablösung der Straßenbahn durch Omnibusse. Ab 1956 begann der Niedergang des Lütticher Oberleitungsbusses. Am 9. November 1971 wurde die letzte Linie eingestellt.

## Fahrzeuge
Die TULE beschaffte 25 neue Triebwagen und modernisierte 35 ältere aus den Jahren 1899 bis 1904. Diese blieben mit der Pieper-Ölbremse ausgestattet. Die Beiwagen verfügten nur über eine Hilfsbremse. Einige erhaltene Fahrzeuge können heute im Verkehrsmuseum Lüttich besichtigt werden. Dort finden sich neben verschiedenen Turmwagen auch viele Teile, die zum Betrieb einer Oberleitung erforderlich sind.

## Fusion
1964 entstand aus der Fusion von den Tramways Unifiés de Liége & Extensions (TULE) und der Société Anonyme des Railways Economiques Liège–Seraing & Extensions (RELSE) die Société des Transports Intercommunaux de la Région Liégeois (STIL).